# Anolis meridionalis
Espèce
Synonymes
- Norops meridionalis (Boettger, 1885)
- Anolis holotropis Boulenger, 1895
- Norops sladeniae Boulenger, 1903
- Anolis steinbachi Griffin, 1917
- Norops marmorata Amaral, 1932

Anolis meridionalis est une espèce de sauriens de la famille des Dactyloidae. 

## Répartition
Cette espèce se rencontre :
- au Brésil dans les États du Mato Grosso et de Goiás ;
- en Bolivie dans les départements de Beni et de Santa Cruz ;
- au Paraguay.

## Publication originale
- Boettger, 1885 : Berichtigung der Liste von Reptilien und Batrachiern aus Paraguay. Zeitschrift für Naturwissenschaften (Halle), vol. 58, p. 436-437 (texte intégral).